# Ólína Kjerúlf Þorvarðardóttir

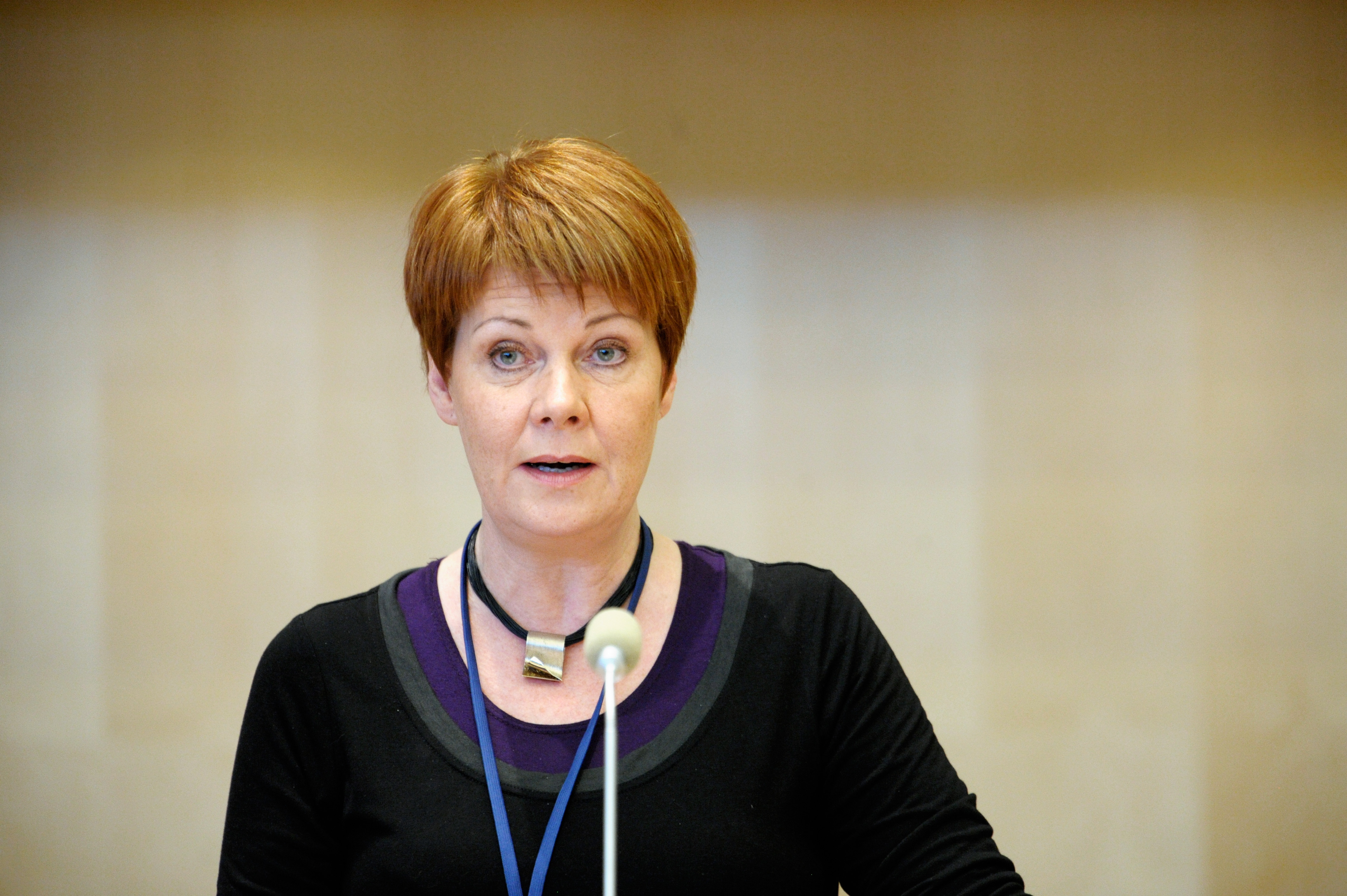
Ólína Þorvarðardóttir (2009)

Ólína Kjerúlf Þorvarðardóttir (transkribiert: Olina Kjerulf Thorvardardottir; * 8. September 1958) ist eine isländische Politikerin (Allianz).
Ólína war von 2009 bis 2013 Abgeordnete des isländischen Parlaments Althing für den Nordwestlichen Wahlkreis. Sie war Mitglied im Industrieausschuss und im Ausschuss für Umwelt und Verkehrswege. Außerdem leitete sie seit 2009 die isländische Delegation beim Westnordischen Rat.
Seit dem 26. Oktober 2015 bis zur vorgezogenen Parlamentswahl vom 29. Oktober 2016 gehörte Ólína wieder dem Althing an. Sie erhielt den Sitz des verstorbenen Guðbjartur Hannesson. Sie gehörte in dieser Zeit dem parlamentarischen Ausschuss für Justizangelegenheiten und Erziehung sowie dem Ausschuss für Wohlfahrt an und war Mitglied der isländischen Delegation beim Nordischen Rat. 2016 ist sie nicht mehr zur Wahl angetreten.